# Großer Preis von Schweden 1974
Der Große Preis von Schweden 1974 (offiziell X Sveriges Grand Prix) fand am 9. Juni auf dem Scandinavian Raceway in Anderstorp statt und war das siebte Rennen der Automobil-Weltmeisterschaft 1974.

## Berichte

### Hintergrund
Zwei Wochen nachdem der Schwede Ronnie Peterson den Großen Preis von Monaco gewonnen hatte, trat die Formel 1 zum insgesamt zweiten WM-Grand-Prix in dessen Heimatland an.
Aufgrund einer durch den Veranstalter limitierten Teilnehmerzahl umfasste die Meldeliste 27 Fahrzeuge. Hans-Joachim Stuck fehlte verletzungsbedingt und wurde im Werks-March von Reine Wisell vertreten. Da Brian Redman seine Formel-1-Karriere beendet hatte und das zweite Shadow-Cockpit neben Jean-Pierre Jarier somit neu zu besetzen war, ging mit Bertil Roos ein dritter Schwede an den Start. Für ihn war es die erste und einzige Grand-Prix-Teilnahme. Auch für den Finnen Leo Kinnunen war es der erste und einzige Grand-Prix-Start, nebst 5 weiteren erfolglosen Qualifikationsversuchen.
Arturo Merzario trat mit einem gebrochenen Finger, den er sich während eines Sportwagen-Rennens am Wochenende zuvor in Imola zugezogen hatte, zum Training an. Als er merkte, dass ihn diese Verletzung zu sehr behinderte, trat er seinen Wagen zunächst an Richard Robarts ab. Dieser musste das Fahrzeug jedoch nach dem Training dem in der Startaufstellung besser platzierten Tom Belsø überlassen, der sein eigenes Einsatzfahrzeug beschädigt hatte.
Das Team B.R.M. schaffte es nicht, alle drei Werkswagen rechtzeitig für den Grand Prix zu reparieren, sodass nur zwei Fahrzeuge zur Verfügung standen und François Migault als dritter Werksfahrer das Nachsehen hatte.
Clay Regazzoni bestritt seinen 50. Grand Prix.

### Training
Die beiden Tyrrell-Piloten erreichten durch ihre Trainingsleistungen die beiden Plätze in der ersten Startreihe, wobei Patrick Depailler die erste und einzige Pole-Position seiner Grand-Prix-Karriere erzielte. Hinter seinem Teamkollegen Jody Scheckter bildeten die beiden Ferrari 312B3 von Niki Lauda und Regazzoni die zweite Startreihe. Es folgte Lotus-Pilot Peterson vor James Hunt und Jacky Ickx im zweiten Lotus 72E, dem man aufgrund der besseren Zuverlässigkeit nach wie vor den Vorzug gegenüber dem neueren Typ 76 gab. Jarier sowie der in der Weltmeisterschaft führende Emerson Fittipaldi und Carlos Reutemann komplettierten die Top Ten.

### Rennen
Scheckter übernahm vom zweiten Startplatz aus die Führung, während der von der Pole-Position gestartete Depailler zusätzlich noch von Peterson überholt wurde. Es folgten Lauda, Regazzoni und Reutemann. Bis zur neunten Runde blieb diese Reihenfolge konstant. Dann schied Peterson wegen eines Schadens an der Antriebswelle aus und ermöglichte dadurch eine Tyrrell-Doppelführung.
Als Regazzoni im 24. Umlauf wegen eines Getriebeschadens ausschied, übernahm Hunt, der zuvor Reutemann überholt hatte, den vierten Platz hinter den beiden Tyrrell und Lauda. Reutemann schied in Runde 31 wegen eines Öllecks aus, sodass die beiden McLaren-Piloten Fittipaldi und Denis Hulme die Punkteränge erreichten. Für Hulme dauerte dieser Zustand jedoch nur bis zur 57. Runde an, als er wegen eines Aufhängungsschadens ausfiel. Vittorio Brambilla gelangte dadurch auf den sechsten Rang.
Als Lauda im weiteren Verlauf des Rennens zunehmend technische Probleme bekam, gelang es Hunt nach einem über rund 20 Runden andauernden Duell, im 66. Umlauf an dem Österreicher vorbeizuziehen. Wenige Runden später schied dieser wegen eines Getriebeschadens endgültig aus.
Hunt konnte zwar mit den beiden Tyrrell an der Spitze mithalten, fand jedoch keinen Weg an ihnen vorbei. Somit sicherte sich Scheckter den ersten Grand-Prix-Sieg seiner Karriere. Durch den Ausfall Vittorio Brambillas kurz vor dem Ende des Rennens rückte Graham Hill auf den sechsten Platz nach vorn und erhielt somit seinen ersten WM-Punkt des Jahres. Brambilla wurde aufgrund seiner zurückgelegten Distanz noch als Zehnter gewertet. Ensign-Pilot Vern Schuppan erreichte das Ziel, wurde jedoch nach dem Rennen disqualifiziert, da er ohne Zulassung gestartet war.
Die ersten sieben WM-Läufe der Saison hatten sechs unterschiedliche Sieger hervorgebracht. Ein eindeutiger Favorit auf den Gewinn der Weltmeisterschaft war noch nicht erkennbar.

## Meldeliste
| Team                            | Nr. | Fahrer               | Chassis           | Motor                    | Reifen |
| ------------------------------- | --- | -------------------- | ----------------- | ------------------------ | ------ |
| John Player Team Lotus          | 01  | Ronnie Peterson      | Lotus 72E         | Ford Cosworth DFV 3.0 V8 | G      |
| John Player Team Lotus          | 02  | Jacky Ickx           | Lotus 72E         | Ford Cosworth DFV 3.0 V8 | G      |
| Elf Team Tyrrell                | 03  | Jody Scheckter       | Tyrrell 007       | Ford Cosworth DFV 3.0 V8 | G      |
| Elf Team Tyrrell                | 04  | Patrick Depailler    | Tyrrell 007       | Ford Cosworth DFV 3.0 V8 | G      |
| Marlboro Team Texaco            | 05  | Emerson Fittipaldi   | McLaren M23       | Ford Cosworth DFV 3.0 V8 | G      |
| Marlboro Team Texaco            | 06  | Denis Hulme          | McLaren M23       | Ford Cosworth DFV 3.0 V8 | G      |
| Yardley Team McLaren            | 33  | Mike Hailwood        | McLaren M23       | Ford Cosworth DFV 3.0 V8 | G      |
| Motor Racing Developments       | 07  | Carlos Reutemann     | Brabham BT44      | Ford Cosworth DFV 3.0 V8 | G      |
| Motor Racing Developments       | 08  | Rikky von Opel       | Brabham BT44      | Ford Cosworth DFV 3.0 V8 | G      |
| March Engineering               | 09  | Reine Wisell         | March 741         | Ford Cosworth DFV 3.0 V8 | G      |
| March Engineering               | 10  | Vittorio Brambilla   | March 741         | Ford Cosworth DFV 3.0 V8 | G      |
| Scuderia Ferrari SpA SEFAC      | 11  | Clay Regazzoni       | Ferrari 312B3     | Ferrari 001/11 3.0 F12   | G      |
| Scuderia Ferrari SpA SEFAC      | 12  | Niki Lauda           | Ferrari 312B3     | Ferrari 001/11 3.0 F12   | G      |
| Team Motul B.R.M.               | 14  | Jean-Pierre Beltoise | BRM P201          | BRM P200 3.0 V12         | F      |
| Team Motul B.R.M.               | 15  | Henri Pescarolo      | BRM P201          | BRM P200 3.0 V12         | F      |
| UOP Shadow Racing Team          | 16  | Bertil Roos          | Shadow DN3        | Ford Cosworth DFV 3.0 V8 | G      |
| UOP Shadow Racing Team          | 17  | Jean-Pierre Jarier   | Shadow DN3        | Ford Cosworth DFV 3.0 V8 | G      |
| Bang & Olufsen Team Surtees     | 18  | Carlos Pace          | Surtees TS16      | Ford Cosworth DFV 3.0 V8 | F      |
| Bang & Olufsen Team Surtees     | 19  | Jochen Mass          | Surtees TS16      | Ford Cosworth DFV 3.0 V8 | F      |
| Frank Williams Racing Cars      | 20  | Arturo Merzario      | Iso-Marlboro FW02 | Ford Cosworth DFV 3.0 V8 | F      |
| Frank Williams Racing Cars      | 20  | Richard Robarts      | Iso-Marlboro FW02 | Ford Cosworth DFV 3.0 V8 | F      |
| Frank Williams Racing Cars      | 21  | Tom Belsø            | Iso-Marlboro FW02 | Ford Cosworth DFV 3.0 V8 | F      |
| Team Ensign                     | 22  | Vern Schuppan        | Ensign N173       | Ford Cosworth DFV 3.0 V8 | F      |
| AAW Racing Team                 | 23  | Leo Kinnunen         | Surtees TS16      | Ford Cosworth DFV 3.0 V8 | F      |
| Hesketh Racing                  | 24  | James Hunt           | Hesketh 308       | Ford Cosworth DFV 3.0 V8 | F      |
| Embassy Racing with Graham Hill | 26  | Graham Hill          | Lola T370         | Ford Cosworth DFV 3.0 V8 | F      |
| Embassy Racing with Graham Hill | 27  | Guy Edwards          | Lola T370         | Ford Cosworth DFV 3.0 V8 | F      |
| John Goldie Racing with Hexagon | 28  | John Watson          | Brabham BT42      | Ford Cosworth DFV 3.0 V8 | F      |

Anmerkungen
1. ↑  Merzario trat den Wagen mit der Startnummer 20 während des Trainings an seinen Kollegen Robarts ab

## Klassifikationen

### Startaufstellung
| Pos. | Fahrer               | Konstrukteur | Zeit     | Ø-Geschwindigkeit | Start |
| ---- | -------------------- | ------------ | -------- | ----------------- | ----- |
| 01   | Patrick Depailler    | Tyrrell-Ford | 1:24,758 | 170,660 km/h      | 01    |
| 02   | Jody Scheckter       | Tyrrell-Ford | 1:25,076 | 170,022 km/h      | 02    |
| 03   | Niki Lauda           | Ferrari      | 1:25,161 | 169,852 km/h      | 03    |
| 04   | Clay Regazzoni       | Ferrari      | 1:25,276 | 169,623 km/h      | 04    |
| 05   | Ronnie Peterson      | Lotus-Ford   | 1:25,390 | 169,397 km/h      | 05    |
| 06   | James Hunt           | Hesketh-Ford | 1:25,556 | 169,068 km/h      | 06    |
| 07   | Jacky Ickx           | Lotus-Ford   | 1:25,650 | 168,883 km/h      | 07    |
| 08   | Jean-Pierre Jarier   | Shadow-Ford  | 1:25,725 | 168,735 km/h      | 08    |
| 09   | Emerson Fittipaldi   | McLaren-Ford | 1:25,938 | 168,317 km/h      | 09    |
| 10   | Carlos Reutemann     | Brabham-Ford | 1:25,962 | 168,270 km/h      | 10    |
| 11   | Mike Hailwood        | McLaren-Ford | 1:26,040 | 168,117 km/h      | 11    |
| 12   | Denis Hulme          | McLaren-Ford | 1:26,480 | 167,262 km/h      | 12    |
| 13   | Jean-Pierre Beltoise | B.R.M.       | 1:26,813 | 166,620 km/h      | 13    |
| 14   | John Watson          | Brabham-Ford | 1:27,100 | 166,071 km/h      | 14    |
| 15   | Graham Hill          | Lola-Ford    | 1:27,173 | 165,932 km/h      | 15    |
| 16   | Reine Wisell         | March-Ford   | 1:27,382 | 165,535 km/h      | 16    |
| 17   | Vittorio Brambilla   | March-Ford   | 1:27,390 | 165,520 km/h      | 17    |
| 18   | Guy Edwards          | Lola-Ford    | 1:27,407 | 165,488 km/h      | 18    |
| 19   | Henri Pescarolo      | B.R.M.       | 1:27,503 | 165,306 km/h      | 19    |
| 20   | Rikky von Opel       | Brabham-Ford | 1:27,690 | 164,954 km/h      | 20    |
| 21   | Tom Belsø            | Iso-Ford     | 1:27,889 | 164,580 km/h      | 21    |
| 22   | Jochen Mass          | Surtees-Ford | 1:28,119 | 164,151 km/h      | 22    |
| 23   | Bertil Roos          | Shadow-Ford  | 1:28,298 | 163,818 km/h      | 21    |
| 24   | Carlos Pace          | Surtees-Ford | 1:28,574 | 163,308 km/h      | 24    |
| 25   | Richard Robarts      | Iso-Ford     | 1:28,930 | 162,654 km/h      | DNS   |
| 26   | Leo Kinnunen         | Surtees-Ford | 1:29,387 | 161,822 km/h      | 25    |
| 27   | Vern Schuppan        | Ensign-Ford  | 1:29,480 | 161,654 km/h      | 26    |
| 28   | Arturo Merzario      | Iso-Ford     | 1:53,677 | 127,245 km/h      | DNS   |

### Rennen
| Pos. | Fahrer               | Konstrukteur | Runden | Stopps | Zeit        | Start | Schnellste Runde |
| ---- | -------------------- | ------------ | ------ | ------ | ----------- | ----- | ---------------- |
| 01   | Jody Scheckter       | Tyrrell-Ford | 80     | 0      | 1:58:31,391 | 02    | 1:27,470         |
| 02   | Patrick Depailler    | Tyrrell-Ford | 80     | 0      | + 0,380     | 01    | 1:27,262 (72.)   |
| 03   | James Hunt           | Hesketh-Ford | 80     | 0      | + 3,325     | 06    | 1:27,522         |
| 04   | Emerson Fittipaldi   | McLaren-Ford | 80     | 0      | + 53,507    | 09    | 1:28,394         |
| 05   | Jean-Pierre Jarier   | Shadow-Ford  | 80     | 0      | + 1:16,403  | 08    | 1:28,815         |
| 06   | Graham Hill          | Lola-Ford    | 79     | 0      | + 1 Runde   | 15    | 1:29,646         |
| 07   | Guy Edwards          | Lola-Ford    | 79     | 0      | + 1 Runde   | 18    | 1:28,640         |
| 08   | Tom Belsø            | Iso-Ford     | 79     | 0      | + 1 Runde   | 21    | 1:29,686         |
| 09   | Rikky von Opel       | Brabham-Ford | 79     | 0      | + 1 Runde   | 20    | 1:29,700         |
| 10   | Vittorio Brambilla   | March-Ford   | 78     | 0      | DNF         | 17    | 1:28,196         |
| 11   | John Watson          | Brabham-Ford | 77     | 0      | + 3 Runden  | 14    | 1:28,804         |
| –    | Niki Lauda           | Ferrari      | 70     | 0      | DNF         | 03    | 1:28,437         |
| –    | Reine Wisell         | March-Ford   | 59     | 0      | DNF         | 16    | 1:28,887         |
| –    | Denis Hulme          | McLaren-Ford | 56     | 0      | DNF         | 12    | 1:28,334         |
| –    | Jochen Mass          | Surtees-Ford | 53     | 0      | DNF         | 22    | 1:30,309         |
| –    | Carlos Reutemann     | Brabham-Ford | 30     | 0      | DNF         | 10    | 1:28,687         |
| –    | Jacky Ickx           | Lotus-Ford   | 27     | 0      | DNF         | 07    | 1:29,022         |
| –    | Clay Regazzoni       | Ferrari      | 24     | 0      | DNF         | 04    | 1:28,539         |
| –    | Carlos Pace          | Surtees-Ford | 15     | 0      | DNF         | 24    | 1:30,695         |
| –    | Ronnie Peterson      | Lotus-Ford   | 8      | 0      | DNF         | 05    | 1:28,057         |
| –    | Leo Kinnunen         | Surtees-Ford | 8      | 0      | DNF         | 25    | 1:30,968         |
| –    | Mike Hailwood        | McLaren-Ford | 5      | 0      | DNF         | 11    | 1:29,764         |
| –    | Jean-Pierre Beltoise | B.R.M.       | 3      | 0      | DNF         | 13    |                  |
| –    | Bertil Roos          | Shadow-Ford  | 2      | 0      | DNF         | 23    |                  |
| –    | Henri Pescarolo      | B.R.M.       | 0      | 0      | DNF         | 19    | –                |
| DSQ  | Vern Schuppan        | Ensign-Ford  | 77     | 0      | + 3 Runden  | 26    | 1:30,951         |

## WM-Stände nach dem Rennen
Die ersten sechs des Rennens bekamen 9, 6, 4, 3, 2 bzw. 1 Punkt(e). In der Konstrukteurswertung zählten nur die Punkte des bestplatzierten Fahrers eines Teams. Es zählten nur die besten sieben Ergebnisse aus den ersten acht Rennen und die besten sechs aus den letzten sieben Rennen.

### Fahrerwertung
| Pos. | Fahrer               | Konstrukteur              | Punkte |
| ---- | -------------------- | ------------------------- | ------ |
| 01   | Emerson Fittipaldi   | McLaren-Ford              | 27     |
| 02   | Clay Regazzoni       | Ferrari                   | 22     |
| 03   | Niki Lauda           | Ferrari                   | 21     |
| 04   | Jody Scheckter       | Tyrrell-Ford              | 21     |
| 05   | Denis Hulme          | McLaren-Ford              | 11     |
| 06   | Ronnie Peterson      | Lotus-Ford                | 10     |
| 07   | Jean-Pierre Beltoise | B.R.M.                    | 10     |
| 08   | Patrick Depailler    | Tyrrell-Ford              | 10     |
| 09   | Carlos Reutemann     | Brabham-Ford              | 9      |
| 10   | Mike Hailwood        | McLaren-Ford              | 9      |
| 11   | Jean-Pierre Jarier   | Shadow-Ford               | 6      |
| 12   | Hans-Joachim Stuck   | March-Ford                | 5      |
| 13   | James Hunt           | March-Ford / Hesketh-Ford | 4      |
| 14   | Jacky Ickx           | Lotus-Ford                | 4      |
| 15   | Carlos Pace          | Surtees-Ford              | 3      |
| 16   | Arturo Merzario      | Iso-Ford                  | 1      |
| 17   | John Watson          | Brabham-Ford              | 1      |
| 18   | Graham Hill          | Lola-Ford                 | 1      |
| 19   | Brian Redman         | Shadow-Ford               | 0      |
| 20   | Howden Ganley        | March-Ford                | 0      |
| 21   | Guy Edwards          | Lola-Ford                 | 0      |
| 22   | Tom Belsø            | Iso-Ford                  | 0      |

| Pos. | Fahrer             | Konstrukteur | Punkte |
| ---- | ------------------ | ------------ | ------ |
| 23   | Henri Pescarolo    | B.R.M.       | 0      |
| 24   | Vittorio Brambilla | March-Ford   | 0      |
| 25   | Rikky von Opel     | Brabham-Ford | 0      |
| 26   | Tim Schenken       | Trojan-Ford  | 0      |
| 27   | Ian Scheckter      | Lotus-Ford   | 0      |
| 28   | Eddie Keizan       | Tyrrell-Ford | 0      |
| 29   | Richard Robarts    | Brabham-Ford | 0      |
| 30   | Gijs van Lennep    | Iso-Ford     | 0      |
| 31   | François Migault   | B.R.M.       | 0      |
| 32   | Vern Schuppan      | Ensign-Ford  | 0      |
| 33   | Jochen Mass        | Surtees-Ford | 0      |
| 34   | Teddy Pilette      | Brabham-Ford | 0      |
| 35   | Dave Charlton      | McLaren-Ford | 0      |
| 36   | Peter Revson †     | Shadow-Ford  | 0      |
| 37   | Paddy Driver       | Lotus-Ford   | 0      |
| –    | Chris Amon         | Amon-Ford    | 0      |
| –    | Tom Pryce          | Token-Ford   | 0      |
| –    | Gérard Larrousse   | Brabham-Ford | 0      |
| –    | Reine Wisell       | March-Ford   | 0      |
| –    | Leo Kinnunen       | Surtees-Ford | 0      |
| –    | Bertil Roos        | Shadow-Ford  | 0      |

### Konstrukteurswertung
| Pos. | Konstrukteur | Punkte |
| ---- | ------------ | ------ |
| 01   | McLaren-Ford | 40     |
| 02   | Ferrari      | 30     |
| 03   | Tyrrell-Ford | 25     |
| 04   | Lotus-Ford   | 13     |
| 05   | Brabham-Ford | 10     |
| 06   | B.R.M.       | 10     |
| 07   | Shadow-Ford  | 6      |
| 08   | March-Ford   | 5      |

| Pos. | Konstrukteur | Punkte |
| ---- | ------------ | ------ |
| 09   | Hesketh-Ford | 4      |
| 10   | Surtees-Ford | 3      |
| 11   | Iso-Ford     | 1      |
| 12   | Lola-Ford    | 1      |
| 13   | Trojan-Ford  | 0      |
| 14   | Ensign-Ford  | 0      |
| –    | Amon-Ford    | 0      |
| –    | Token-Ford   | 0      |